# Eerste klasse 1987-88 (basketbal België)
Het seizoen 1987-1988 was de 41e editie van de hoogste basketbalcompetitie.
Sunair BC Oostende behaalde zijn zevende landstitel. Imbelco Gent en Sint-Truiden BB promoveerden vanuit de tweede afdeling naar het hoogste niveau
Spirale Liège ging in faling. Niet minder dan vijf ploegen eindigden op de voorlaatste plaats, en speelden een eindronde om de daler aan te duiden
Opel Merksem degradeerde na de eindronde, nadat een fusie mislukte zakte het vrijwillig naar het laagste provinciaal niveau.

## Verhuis
CEP Fleurus Boigelot verhuisde naar Charleroi en werd CEP Charleroi Boigelot

## Naamswijziging
Assubel Mariandenne  werd . Assubel Mariembourg
Maccabi Brussel werd Maccabi Assumar Etterbeek

## Eindstand
|  |    |                           | P  | W  | V  | G | Ptn |
|  | -- | ------------------------- | -- | -- | -- | - | --- |
|  | 1  | Sunair Oostende           | 24 | 22 | 2  | 0 | 44  |
|  | 2  | Trane Castors Braine      | 24 | 19 | 5  | 0 | 38  |
|  | 3  | R. Assubel Mariembourg    | 24 | 17 | 7  | 0 | 34  |
|  | 4  | Racing Maes Pils Mechelen | 24 | 16 | 8  | 0 | 32  |
|  | 5  | Maccabi Assumar Etterbeek | 24 | 15 | 9  | 0 | 30  |
|  | 6  | Cuva Houthalen            | 24 | 14 | 10 | 0 | 28  |
|  | 7  | CEP Boigelot Charleroi    | 24 | 10 | 14 | 0 | 20  |
|  | 8  | BC Imbelco Gent           | 24 | 8  | 16 | 0 | 16  |
|  | 9  | SC Avanti Brugge          | 24 | 7  | 17 | 0 | 14  |
|  | 10 | Opel Merksem BBC          | 24 | 7  | 17 | 0 | 14  |
|  | 11 | Securitas Pepinster BBC   | 24 | 7  | 17 | 0 | 14  |
|  | 12 | St-Truiden BB             | 24 | 7  | 17 | 0 | 14  |
|  | 13 | Renault Gent              | 24 | 7  | 17 | 0 | 14  |
|  | 14 | Spirale Liège             | 0  | 0  | 0  | 0 | 0   |

## Play offs
- Best of three

Trane Castors Braine - R. Assubel Mariembourg 88-83
R. Assubel Mariembourg - Trane Castors Braine 77-69
Trane Castors Braine - R. Assubel Mariembourg 73-65
Sunair BCO- RC Maes Pils 88-67
RC Maes Pils - Sunair BCO 77-80
- Best of five

Sunair BC Oostende - Trane Castors Braine 83-79
Trane Castors Braine - Sunair BC Oostende 83-69
Sunair BC Oostende - Trane Castors Braine 73-71
Trane Castors Braine - Sunair BC Oostende 62-82

## Testmatchen Degradatie
St. Truiden - Avanti Brugge 94-89
Pepinster - Merksem BBC 87-73
Hellas Gent - St Truiden 78-90
Pepinster- Avanti Brugge 77-88
Avanti Brugge - Hellas Gent 75-78
St. Truiden - Merksem BBC 81-95
Merksem BBC - Avanti Brugge 84-74
Hellas Gent - Pepinster BBC 80-83
Merksem BBC - Hellas Gent 82-89
Avanti Brugge- Merksem BBC 78-74
Opel Merksem BBC degradeert.
1928 · 1929 · 1930 · 1931 · 1932 · 1933 · 1934 · 1935 · 1936 · 1937 · 1938 · 1939 · 1940 · 1941 · 1942 · 1943 · 1944 · 1945 · 1946 · 1947 · 1948 · 1949 · 1950 · 1951 · 1952 · 1953 · 1954 · 1955 · 1956 · 1957 · 1958 · 1959 · 1960 · 1961 · 1962 · 1963 · 1964 · 1965 · 1966 · 1967 · 1968 · 1969 · 1970 · 1971 · 1972 · 1973 · 1974 · 1975 · 1976 · 1977 · 1978 · 1979 · 1980 · 1981 · 1982 · 1983 · 1984 · 1985 · 1986 · 1987 · 1988 · 1989 · 1990 · 1991 · 1992 · 1993 · 1994 · 1995 · 1996 · 1997 · 1998 · 1999 · 2000 · 2001 · 2002 · 2003 · 2004 · 2005 · 2006 · 2007 · 2008 · 2009 · 2010 · 2011 · 2012 · 2013 · 2014 · 2015 · 2016 · 2017 · 2018 · 2019 · 2020 · 2021